# Metoda WKB
Metoda WKB (Wentzla-Kramersa-Brillouina) lub przybliżenie WKB – w mechanice kwantowej przybliżona metoda rozwiązywania równania Schrödingera polegająca na założeniu, że funkcja falowa jest lokalnie falą płaską zniekształconą przez obecność potencjału.
Niech stacjonarne równanie Schrödingera w jednym wymiarze będzie dane przez
{\displaystyle -{\frac {\hbar ^{2}}{2m}}{\frac {\partial ^{2}\psi }{\partial x^{2}}}+V(x)\psi =E\psi .}
Dla {\displaystyle V(x)=0} rozwiązaniami są fale płaskie dane przez
{\displaystyle \psi =e^{ikx}.}
Dla dowolnego potencjału {\displaystyle V(x)} można założyć podobną postać funkcji falowej, tzn.
{\displaystyle \psi =e^{iS(x)/\hbar },}
czyli tak, jakby pęd k był lokalny i był funkcją położenia {\displaystyle k(x)=S(x)/x.}
Zakładając ponadto
{\displaystyle S(x)=S_{0}(x)+\hbar S_{1}(x)+...}
i zbierając wyrazy w najniższym rzędzie {\displaystyle \hbar } otrzymujemy układ równań
{\displaystyle \left({\frac {\partial S_{0}}{\partial x}}\right)^{2}=2m[E-V(x)],}
{\displaystyle i{\frac {\partial ^{2}S_{0}}{\partial x^{2}}}-2{\frac {\partial S_{0}}{\partial x}}{\frac {\partial S_{1}}{\partial x}}=0.}
Z rozwiązaniami
{\displaystyle \psi (x)=Ce^{\pm i\int ^{x}{\sqrt {2m[E-V(x)]}}dx}/{[{2m(E-V(x))}]}^{1/4}\quad E>V(x),}
{\displaystyle \psi (x)=Ce^{\pm \int ^{x}{\sqrt {2m[V(x)-E]}}dx}/{[{2m(V(x)-E)}]}^{1/4}\quad E<V(x).}
Do wyznaczenia pozostają teraz energie, które muszą być dyskretne dla stanów związanych. Niech {\displaystyle x_{1},} {\displaystyle x_{2}} będą tzw. punktami powrotu, tzn. punktami których nie mogłaby przekroczyć cząstka klasyczna o znikającej podczas oscylacji energii kinetycznej:
{\displaystyle V(x_{i})=E.}
Na wzór najprostszej kwantyzacji atomu Bohra energie stanów związanych znajdujemy z warunku wartości całki lokalnego pędu {\displaystyle \partial S_{0}(x)/\partial x} po wymiarze liniowym {\displaystyle x} oscylatora harmonicznego, zakładając że wszystkie potencjały są w sensie wartości tej całki harmoniczne, tzn.
{\displaystyle \int _{x_{1}}^{x_{2}}{\sqrt {2m[E_{n}-V(x)]}}dx=\int _{x_{1}}^{x_{2}}{\sqrt {2m[E_{hn}-m\omega ^{2}x^{2}/2]}}dx}
a
{\displaystyle E_{hn}=\hbar \omega \left(n+{\frac {1}{2}}\right)} są dokładnymi energiami oscylatora harmonicznego.
Całka ta dla oscylatora daje się łatwo policzyć ponieważ wyraża pole półkola o promieniu proporcjonalnym do energii {\displaystyle E_{hn}} i otrzymujemy dla dowolnego potencjału:
{\displaystyle \int _{x_{1}}^{x_{2}}{\sqrt {2m[E_{n}-V(x)]}}dx=\pi \hbar \left(n+{\frac {1}{2}}\right)\quad n=0,1,2...}
Aby otrzymać energie stanów związanych w metodzie WKB należy:
1. Wyznaczyć punkty powrotu jako funkcje energii {\displaystyle E}
2. Obliczyć całkę pędu lokalnego w funkcji energii.
3. Rozwiązać otrzymane równanie na energie {\displaystyle E} z warunku kwantyzacji.

## Literatura
- I. Białynicki-Birula, M. Cieplak, J. Kamiński, Teoria kwantów – mechanika falowa, PWN, 2001.